# 有料放送管理事業者
有料放送管理事業者（ゆうりょうほうそうかんりじぎょうしゃ）は、放送法に基づき、有料放送事業者が行う視聴契約の締結の媒介、取次又は代理をし、当該契約により設置された受信設備によらなければ当該有料放送の受信ができないようにすることを行う者である。
有料放送管理事業者はこのほかに視聴料収納、宣伝広告による視聴者の募集なども代理し、さらに複数の有料放送事業者等に跨る放送番組のパック・セットの編成並びに販売も行っている場合が多く、これらの業務に関して総務省令放送法施行規則等において規律を定めている。
本項目では、法制化以前に同種の事業を行う者を指す語として用いられてきた、プラットフォーム事業者（プラットフォームじぎょうしゃ）についても扱う。

## 定義
放送法第152条第1項に「有料放送の役務の提供に関し、契約の締結の媒介、取次ぎ又は代理を行うとともに、当該契約により設置された受信設備によらなければ当該有料放送の受信ができないようにすることを行う業務（以下「有料放送管理業務」という。）を行おうとする者（総務省令で定める数以上の有料放送事業者のために有料放送管理業務を行うものに限る。）は、総務省令で定めるところにより、次に掲げる事項を記載した書類を添えて、その旨を総務大臣に届け出なければならない。」と規定している。
そして第2項には「前項の規定による届出をした者（以下「有料放送管理事業者」という。）」と規定している。 

## 概要
放送法第152条第1項を受けた放送法施行規則第176条により、10以上の有料放送事業者のための有料放送管理業務を行おうとする者が有料放送管理事業者とされる。
つまり自らの放送に対してのみ顧客管理や募集などを行う有料放送事業者、あるいは管理対象事業者が10未満の事業者は、有料放送管理事業者ではない。
具体的にはWOWOW（同名の衛星基幹放送）、USEN（SOUND PLANET、music AirBee!）、ミュージックバード（SPACE DiVA）、第一興商（STAR☆DAM）などである。

### 沿革
従前は、衛星放送は委託放送事業者が受託放送事業者の衛星放送局（現衛星基幹放送局）を用いて、または衛星役務利用放送として衛星役務利用放送事業者が電気通信事業者の人工衛星局を用いて放送番組を放送していた。例えば、スカイパーフェクト・コミュニケーションズ（現スカパーJSAT）のプラットフォームの一つであるスカパー!プレミアムサービスにおけるチャンネルの一つ、ディスカバリーチャンネルの場合は、受託放送事業者はJSAT（現スカパーJSAT）、委託放送事業者はジュピターサテライト放送、放送番組の供給はディスカバリー・ジャパンが行うというように、プラットフォーム事業者は放送法制において何ら位置付けがなされてこなかった。これについては、「本来の視聴者との契約の前面に立つ者が何ら法の規律を受けていない事により、視聴者の利益を侵害するおそれがある」「プラットフォーム事業者の権利が明確でなく、チャンネルパック編成で十分なプレゼンスを発揮できない」等との声を受け、総務省は、2003年（平成15年）4月に「衛星放送におけるプラットフォーム事業者の業務に係るガイドラインに関する指針」を公表する等の取組みを進めた。
2007年（平成19年）　放送法改正により、有料放送管理事業者が法制化された。同時に電気通信役務利用放送法も改正され有料の電気通信役務利用放送事業者のための有料放送管理業務について、放送法の当該規定を準用することが規定された。
2008年（平成20年）　4月に改正放送法が施行され、有料放送管理業務に相当する業務を行っていたスカイパーフェクト・コミュニケーションズが届出を行い、6月27日付けで登録され、有料放送管理事業者第一号となった。
2009年（平成21年）　
- 衛星放送は使用する衛星により、特別衛星放送と一般衛星放送に大別された。[2]
- 電波法にマルチメディア放送が移動受信用地上放送と定義[3]された。同時に放送法も改正[3]され、衛星放送と同様に委託放送事業者と受託放送事業者による有料放送ができるものとし、有料放送管理事業者を置けるものとされた。

2010年（平成22年）
- 4月23日に改正放送法が施行された。
- 放送法が全面改正[4]され、特別衛星放送および移動受信用地上放送は衛星基幹放送および移動受信用地上基幹放送に、一般衛星放送および衛星役務利用放送は衛星一般放送になることとなった。また、有線役務利用放送と放送法以外の法律で規定されていた有線ラジオ放送、ケーブルテレビなどいわゆる有線放送が放送法による有線一般放送と定義された。これらの基幹放送および一般放送について有料放送管理業務が認められることとなった。更に、電気通信役務利用放送法も放送法に統合され廃止される[4]こととなり、電気通信役務利用放送事業者のための有料放送管理業務も放送法に規定されることとなった。

2011年（平成23年）
- 6月30日に改正放送法が施行された。
- 7月28日に地上一般放送が制度化され、これについても有料放送ができるものとし、有料放送管理事業者を置けるものとされた。[5]

## 事業者一覧
以下、括弧内はサービス名。

### 有料放送管理事業者
衛星基幹放送
- スカパーJSAT （スカパー!）- 2008年6月27日届出

衛星一般放送
- スカパーJSAT（スカパー!プレミアムサービス）- 2008年6月27日届出

有線一般放送
- 日本デジタル配信（JDS） - 2013年11月12日届出
- ジャパンケーブルキャスト（JC-HITS） - 2013年11月14日届出

### かつて存在したプラットフォーム事業者
括弧内はサービス名。
- CSアナログ放送
  - サテライト放送センター（CS BAAN）
  - CSサービスセンター（スカイポートTV）
- CSデジタル放送
  - ディレク・ティービー （ディレクTV）
  - ジェイ・スカイ・ビー（JスカイB）
  - プラット・ワン （プラットワン）
  - WOWOW （WOWOWデジタルプラス）